# TOPIO
O TOPIO ("TOSY Ping Pong Playing Robot") é um robô humanoide bípede desenvolvido para jogar tênis de mesa contra um humano. Ele está sendo desenvolvido desde 2005 pela empresa vietnamita TOSY. Este modelo foi apresentado ao público no International Robot Exhibition (IREX) de Tóquio em 28 de novembro de 2007. O TOPIO 3.0 (última versão do TOPIO) possui aproximadamente 1,88 m (6,17 ft) de altura e pesa 120 kg (265 lb). Todas as versões do TOPIO possuem um sistema avançado de Inteligência artificial para aprender e aperfeiçoar continuamente seu nível de jogadas.

## Histórico de desenvolvimento
| Data                   | Local                                                  | Evento                                    | Notas                                                           |
| ---------------------- | ------------------------------------------------------ | ----------------------------------------- | --------------------------------------------------------------- |
| Novembro, 2005         | TOSY Robotics                                          | Início do projeto TOPIO                   |                                                                 |
| Julho, 2007            | TOSY Robotics                                          | Primeiro experimento do TOPIO demonstrada | 8 graus de liberdade, 1 perna, sistema hidráulico               |
| 28 de Novembro, 2007   | International Robot Exhibition (IREX) de Tóquio, Japão | Demonstração pública do TOPIO 1.0         | 20 graus de liberdade, 6 pernas, sistema hidráulico             |
| 5 de Fevereiro, 2009   | Nuremberg International Toy Fair, Alemanha             | Demonstração pública do TOPIO 2.0         | 42 graus de liberdade, 2 pernas, servomotores corrente contínua |
| 25 de Novembro, 2009   | International Robot Exhibition (IREX) de Tóquio, Japão | Demonstração pública do TOPIO 3.0         | 39 graus de liberdade, 2 pernas, servomotores corrente contínua |
| 4-9 de Fevereiro, 2010 | Nuremberg International Toy Fair, Alemanha             | Demonstração pública do TOPIO 3.0         | 39 graus de liberdade, 2 pernas, servomotores corrente contínua |
| 8-11 de Junho, 2010    | AUTOMATICA, URBUTT, Alemanha                           | Demonstração pública do TOPIO 3.0         | 39 graus de liberdade, 2 pernas, servomotores corrente contínua |

## Especificações
|                                  | TOPIO 1.0                            | TOPIO 2.0                                                | TOPIO 3.0                                                |
| -------------------------------- | ------------------------------------ | -------------------------------------------------------- | -------------------------------------------------------- |
| Altura                           | 185 cm (72,8 in)                     | 215 cm (84,6 in)                                         | 188 cm (74,0 in)                                         |
| Peso                             | 300 kg (661 lb)                      | 60 kg (132 lb)                                           | 120 kg (265 lb)                                          |
| Suprimento                       | Hidráulica                           | Bateria Li-Po, 48 V, 20 Ah                               | Bateria Li-Po, 48 V, 20 Ah                               |
| Atuadores                        | Cilindro hidráulico                  | Servomotor de Corrente contínua                          | Servomotor de Corrente contínua                          |
| Pernas                           | 6                                    | 2                                                        | 2                                                        |
| Nº de câmeras de alta velocidade | 2                                    | 2                                                        | 4                                                        |
| Jogadas contínuas                | 6                                    | 5                                                        | 10                                                       |
| Graus de liberdade               | 20 (cabeça: 2; braço: 12; pernas: 6) | 42 (cabeça: 3; braço: 14; pernas: 12; torso: 3; mão: 10) | 39 (cabeça: 2; braço: 14; pernas: 12; torso: 1; mão: 10) |
| Imagens                          |                                      |                                                          |                                                          |

## Tecnologias
- Recognição de rápido movimento de objeto
- Inteligência artificial
- Sistema mecânico de inércia baixa
- Controle de movimento rápido e preciso
- Caminhar bípede balanceado